# Comté de Fergus
Le comté de Fergus est un des 56 comtés de l’État du Montana, aux États-Unis. En 2010, la population était de 11 586 habitants. Son siège est Lewistown. Le comté a été fondé en 1885.

## Géolocalisation
| Comté de Chouteau     | Comté de Blaine        | Comté de Philips     |
| Comté de Judith Basin | Comté de Fergus        | Comté de Petroleum   |
| Comté de Wheatland    | Comté de Golden Valley | Comté de Musselshell |

## Principales villes
- Denton
- Grass Range
- Lewistown
- Moore
- Winifred